# ضمر الميط (المهرة)
ضمر الميط هي إحدى قرى عزلة سيحوت بمديرية سيحوت التابعة لمحافظة المهرة، بلغ تعداد سكانها 75 نسمة حسب تعداد اليمن لعام 2004.